# Williams Companies
Williams Companies, Inc. er et amerikansk naturgasselskab. Deres primære forretning er naturgas og pipeline transport af naturgas, desuden har de aktiver indenfor olie og elektricitet. Virksomheden blev etableret som Williams Brothers i 1908 af Miller Williams og David Williams.